# Victor Carlstrom
Victor Carlstrom född 13 april 1890 i Gustafs församling i Sverige död 9 maj 1917, var en amerikansk flygpionjär.
Victor Carlstrom steg iland på Ellis Island tillsammans med sina föräldrar Axel och Hedda Kristina Carlström samt syskon 1904. I USA tog han sig till North Park i Colorado där han skulle arbeta på sina släktingar Andrew och William Norells gårdar. När järnvägen mellan Walden och Laramie byggdes 1911 passerade man North Park. Carlstrom hoppade på det första tåget till Laramie och fortsatte vidare till Los Angeles för att lära sig flyga.
Efter bara 10 dagars flygträning klarade Carlstrom av att hantera flygplanet. Han sände hem vykort till North Park som visade hur han släppte ner bollar på en idrottsplan under en baseball-match, och fotografier från olika flyguppvisningar.
När första världskriget bröt ut räknades han till de mest erfarna piloterna i USA. På order av president Woodrow Wilson utnämndes han till First Lieutenant. Hans huvudsakliga uppgift under kriget var att utbilda amerikanska piloter både för krigsmakten och vid Curtiss aviations flygskola, där Carlstrom och Walter E. Lees blev de första att starta från skolans egna flygfält Curtiss field vid invigningen 29 december 1915. Bland Carlstroms elever märks Roland Rohlfs som senare kom att bli testpilot vid Curtiss.
Carlstrom genomförde många pionjärflygningar samt ett stort antal distans- och höjdrekord. 19 april 1916 sätter han ett amerikanskt höjdrekord med 11 180 fot i en R-2 över Newport News Virginia. Samma år vinner han en 28-mile lång flygtävling vid Sheepshead Bay New York. Han segrade med tiden 14 minuter och 21 sekunder. På tredje plats kom en av de få kvinnliga flygarna Ruth Law på 18 minuter och 16 sekunder. Samtidigt som han arbetar som flyglärare vid Curtiss sätter han ett nytt världsrekord i distans och hastighetsflygning i en modifierad Jenny med en flygning från Curtiss Field till New York. Ett av hans första haverier inträffade samma dag hans bror Carl kom till Newport News för att lära sig flyga. Carlstrom kom in för landning med en 200 hk stark Curtiss dubbeldäckare. Flygplanet som han tidigare använt vid flygtävlingen mellan Chicago och New York missade landningsbanan och satte sig i en vattenyta. 25 augusti 1916 sätter han ytterligare ett världsrekord i distans- och hastighetsflygning med ett tvåmotorigt amfibieflygplan. Han och en passagerare flög 661 miles på åtta timmar och 40 minuter. Kapten Baldwin, chef för Atlantic Coast Aeronautical Station, som ansvarade för kontrollanterna, godkände att prissumman 7 000 dollar betalades ut. Själv var inte Carlstrom nöjd, eftersom hans avsikt var att flyga 700 miles på tio timmar, men förgasarproblem försenade honom med nästan 30 minuter. Dessutom rådde kraftig dimbildning och han tvingades att flyga efter instrument merparten av flygningen.
Eleven Carey Epes, som tog flyglektioner inför sin tjänst vid US Army flying corps, var med på Carlstrom sista flygning. På cirka 1 000 meters höjd bröts ena vingen loss och Jennyflygplanet havererade mot marken. Både Carlstrom och Epes omkom när flygplanet träffade marken. Carlstrom räknades till en av de bästa flyginstruktörerna. Under hans tid som lärare vid Curtiss inträffade inga haverier, utan alla hans elever kunde genomföra sin utbildning med soloflygning utan skador på vare sig flygplan eller sig själva.
För att hedra hans minne uppkallades flygfältet i Arcadia i Florida till Carlstrom Field.